# پابلو سابالتا
پابلو خاویر زابالتا خیرود (اسپانیایی: Pablo Javier Zabaleta Girod‎؛ زادهٔ ۱۶ ژانویهٔ ۱۹۸۵) بازیکن فوتبال پیشین اهل آرژانتین است. وی به عنوان دفاع راست تاکنون در تیم‌های و سن لورنسو، اسپانیول، منچستر سیتی و وستهام یونایتد بازی کرده‌است. همچنین او ۵۸ بازی ملی هم برای تیم ملی فوتبال آرژانتین انجام داده‌است.

## افتخارات

### باشگاهی
سن لورنزو
- جام سودامریکانا: ۲۰۰۲

اسپانیول
- کوپا دل ری: ۰۶–۲۰۰۵

منچستر سیتی
- لیگ برتر فوتبال انگلستان: ۱۲–۲۰۱۱، ۱۴–۲۰۱۳
- جام حذفی فوتبال انگلستان: ۲۰۱۱
- جام اتحادیه باشگاه‌های انگلستان: ۱۴–۲۰۱۳، ۱۶–۲۰۱۵
- جام خیریه انگلستان: ۲۰۱۲

### ملی
آرژانتین
- جام جهانی فوتبال زیر ۲۰ سال: قهرمان ۲۰۰۵
- بازی‌های المپیک تابستانی: ۲۰۰۸